# Château de Branitz
Le château de Branitz est un château baroque situé à Branitz, aujourd'hui un quartier de Cottbus, dans le Land de Brandebourg en Allemagne. Il est particulièrement réputé pour son parc, un jardin à l'anglaise conçu par le prince Hermann von Pückler-Muskau.

## Histoire
Le domaine de Branitz en Basse-Lusace devient propriété de la famille Pückler en 1696. Le château fut édifié de 1770 à 1771 comme résidence pour le comte August Heinrich Graf von Pückler (1720-1810). En 1785, les Pückler acquièrent aussi le château de Muskau en Haute-Lusace et ils y déménagent, alors que les terres de Branitz sont affermés.

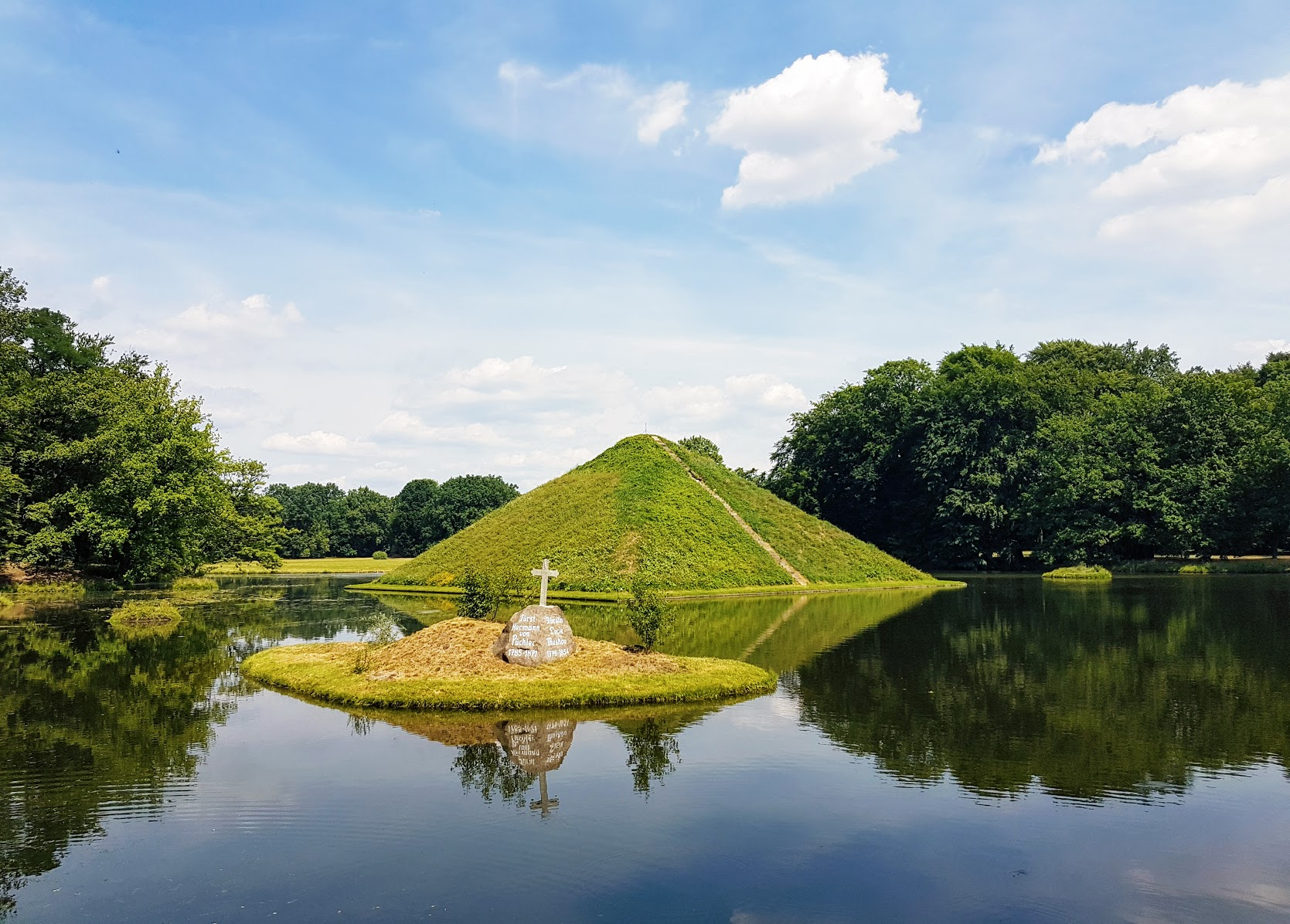
La pyramide d'eau, sépulture de Hermann von Pückler et de son épouse Lucie.

Le comte Hermann von Pückler-Muskau (1785-1871) hérite des domaines familials à la mort de son père en 1811. Il a confié la gestion à son ami le poète Leopold Schefer pour se plonger dans les guerres napoléoniennes et effectuer de nombreux voyages, notamment vers les jardins de l'Angleterre. Il épouse la comtesse Lucie von Pappenheim, née baronne von Hardenberg-Reventlow (1776-1854) le 9 octobre 1817 et devient prince en 1822. Il se sépare de son épouse en 1826, mais reste en bons termes avec elle jusqu'à la fin de sa vie. Après l'aménagement du vaste parc de Muskau, il était endetté et contraint de vendre la seigneurie en 1845.
Hermann von Pückler retourna à l'ancien siège de sa famille à Branitz. Ici aussi, il a commencé à aménager un jardin à l’anglaise et il fit reconstruire le château suivant les plans des bâtisseurs de l'académie d'architecture de Berlin, dont le professeur Ferdinand von Arnim (1814-1866). Branitz devint son domicile pendant la vieillesse et il y meurt le 4 février 1871. Son neveu Heinrich von Pückler (1835-1897) en fait un parc de renommée internationale. Le prince Hermann von Pückler-Muskau est après Peter Joseph Lenné et Friedrich Ludwig von Sckell, un créateur de jardin et paysagiste d'Allemagne des plus connus. Heinrich Heine, qui appréciait ce prince libéral, le décrit comme un Anacharsis romantique et original des plus fashionable et un Diogène à cheval précédé d'un groom élégant avec une lanterne.
La famille von Pückler demeure dans le château, jusqu'à son expulsion par l'Armée rouge en 1945. Le château et le parc sont nationalisés. Le château devient musée de la ville, puis musée du district de Cottbus à partir de 1961, et le parc devient lieu protégé à partir de 1952. L'ensemble est restauré entre 1990 et  2004 (le château, les écuries, le parc, serres et maison des jardiniers, maison de l'intendant, maison de la garde, etc.). Une fondation est créée en 1995 pour la préservation et la gestion du lieu. Le château abrite le Fürst-Pückler-Museum retraçant la vie du prince, qui était francophile, avec une bibliothèque remarquable et ses collections, comme les œuvres de Carl Blechen (1798-1840). Des concerts ont lieu régulièrement.

## Parc de Branitz
Joyau paysager, le parc de Branitz est le fruit d'une passion, celle du prince Hermann von Pückler-Muskau pour l'art des jardins.
C'est un parc à l'anglaise partagé en plusieurs zones, jardins et lieux vallonnés. Le parc intérieur s'étend sur une surface de cent hectares et comprend la jardinerie. Le parc extérieur représente une zone de six-cents hectares. Le château lui-même est entouré d'un jardin d'agrément décoré de statues avec des allées et des massifs de fleurs. Un système de canalisation relié à la Spree alimente les bassins, les étangs et les ruisseaux du parc. On y a aménagé éminences, cours d'eau et lacs pour créer un paysage lacustre artificiel.
Un petit train inauguré en 1954 parcourt le parc de Püclker, le parc d'Elias, le parc de la Spree et le Tierpark.
Les pyramides, au bord d'un étang, sont une curiosité du parc. La plus grande a été érigée en 1856-1857 et forme une île artificielle. C'est en fait un tumulus à l'intérieur duquel se trouvent les sépultures du prince von Pückler et de son épouse Lucie. L'autre pyramide se trouve au sud de l'étang.

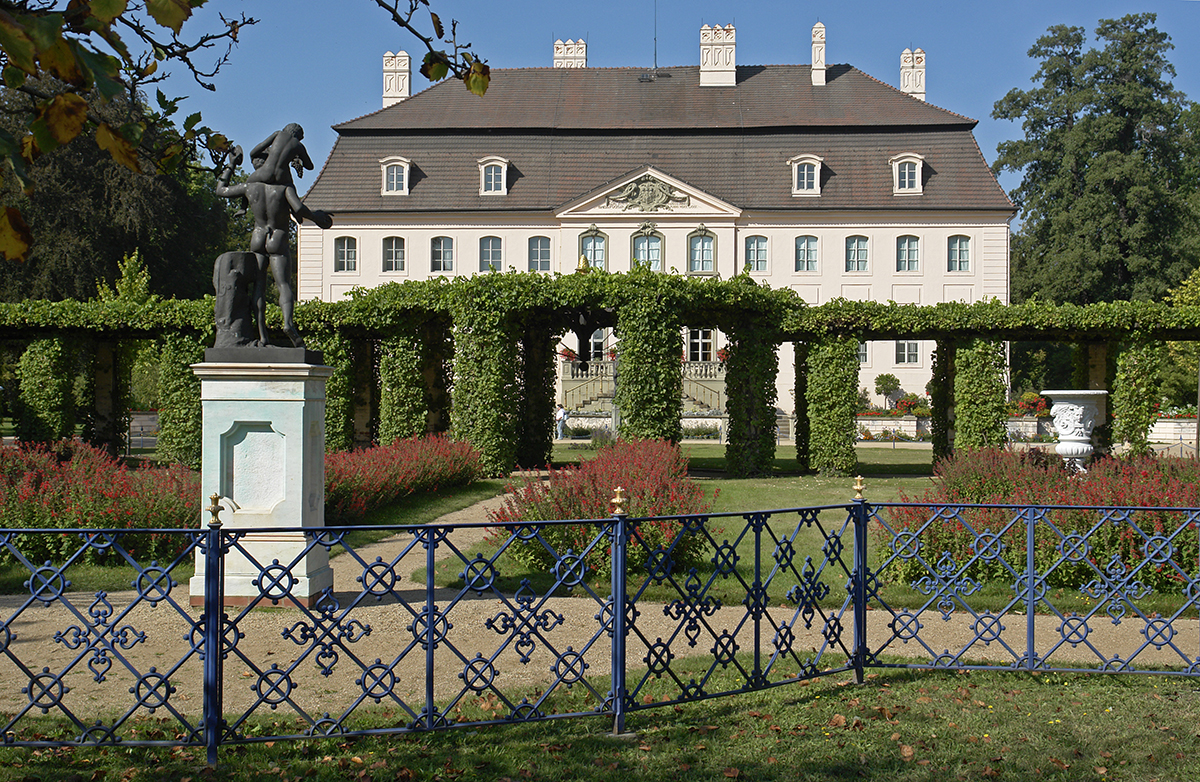
Vue du château de Braniz, côté parc
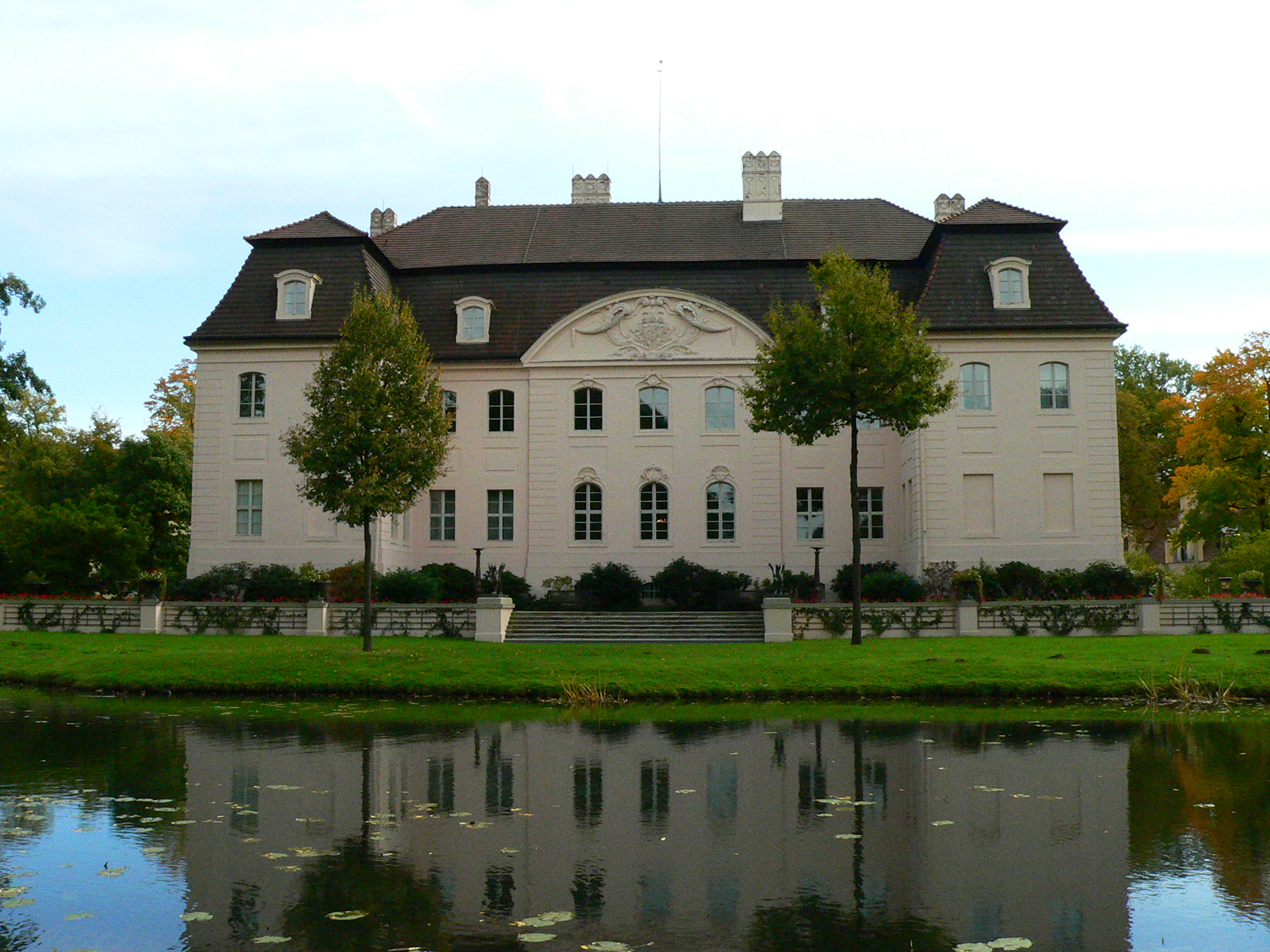
Vue de la façade arrière du château

## Source
- (de) Cet article est partiellement ou en totalité issu de l’article de Wikipédia en allemand intitulé « Branitzer Park » (voir la liste des auteurs).